# Alface
Alface (Lactuca sativa) é uma hortense anual ou bienal, utilizada na alimentação humana desde cerca de 500 a.C.. Originária do Leste do Mediterrâneo, é mundialmente cultivada para o consumo em saladas, com inúmeras variedades de folhas, cores, formatos, tamanhos e texturas.
O cultivo hidropônico da alface, no Brasil, teve um considerável aumento. Cultivo este que geralmente é feito em casas de vegetação de plásticos ou telados.

## Etimologia
"Alface" originou-se do termo árabe الخَس al-khass. Lactuca sativa é um termo latino que significa "alface cultivada". O termo "Lactuga", e derivados encontrados em várias línguas europeias, advém da substância branca que se obtém do caule seccionado.
Em português, o termo Latino "Leituga" usa-se na alface não cultivada: sinônimo do Dente-de-Leão, o qual pertence à mesma família da lactuca.

## Descrição
A estrutura usada como semente é um fruto simples seco indeiscente, chamado aquênio, que contém uma semente aderida no pericarpo num único ponto na região do funículo. Os aquênios da alface se apresentam pontiagudos, de formato oval, elíptico ou espatulado com estrias longitudinais na superfície e comprimento variável de dois a cinco mm. Dependendo do cultivo e do ano de produção, o número de sementes por grama varia de novecentos a mil, e a cor, dependendo do cultivo, pode ser branca, marrom ou preta – algumas vezes pode-se até ser rosa, se for aplicado um tipo de corante.

## Variedades
São cultivadas quatro variedades comuns de alfaces:
- Lactuca sativa var. capitata – as alfaces-repolhudas (inclui as alfaces-icebergs): batávia, great lakes, bola-de-manteiga, mescher, maravilha-das-quatro-estações, dos-mercados e sem-rival;
- Lactuca sativa var. longifolia – as alfaces-romanas: romana, orelha-de-mula, loura-das-hortas e balão;
- Lactuca sativa var. crispa – as alfaces-crespas ou alfaces-frisadas: escura-do-olival, folha-de-carvalho, lolla-rossa;
- Lactuca sativa var. latina – as alfaces-galegas.

## Valor nutricional
O valor energético da alface é baixo, pois seu conteúdo em água representa 95% do seu peso.
A alface contém ferro, mineral com importante papel no transporte de oxigênio no organismo. Contém fibras, que auxiliam na digestão e no bom funcionamento do intestino, além de apresentar pequenos teores de minerais como cálcio e fósforo. Possui alto teor de compostos bioativos como os fenólicos e flavonóides.

## Propriedades medicinais
O sumo  da alface, tal como o de várias outras spp. do gênero Lactuca, contém lactucina (C15H16O5), substância com propriedades sedativas e um dos princípios ativos do lactucário. Por ter as mesmas substâncias de ação sedativa e sonífera encontradas no látex da alface silvestre, porém em menor proporção, a alface possui propriedades: aperitiva, laxante, alcalinizante e remineralizante  (Pamplona, p. 39).
A alface pode auxiliar no tratamento da insônia (devido às substâncias de efeito sedativo), de transtornos digestivos (se ingerida antes das refeições pode facilitar a digestão), de prisão de ventre (facilita o trânsito intestinal), da obesidade (a alface produz saciedade e sua composição é pouco calórica), e da diabetes (sua composição é pouco calórica, isto é, seu consumo não apresenta problemas a quem possui diabetes) (Pamplona, p. 39).
Na cultura popular, o chá dos talos da alface é bem conhecido como calmante. A alface apresenta ainda propriedades laxativas (chá de folhas e talos), diuréticas e antialérgicas (suco). É usada também como aliviante de angina de peito (chá dos talos amassados) e no tratamento da apoplexia (chá dos talos amassados), da artrite (sucos de folhas e talos, saladas) e na redução da aterosclerose (chá dos talos).

## Portugal
Foi introduzida em Portugal por Guilherme Stephens.

## Galeria

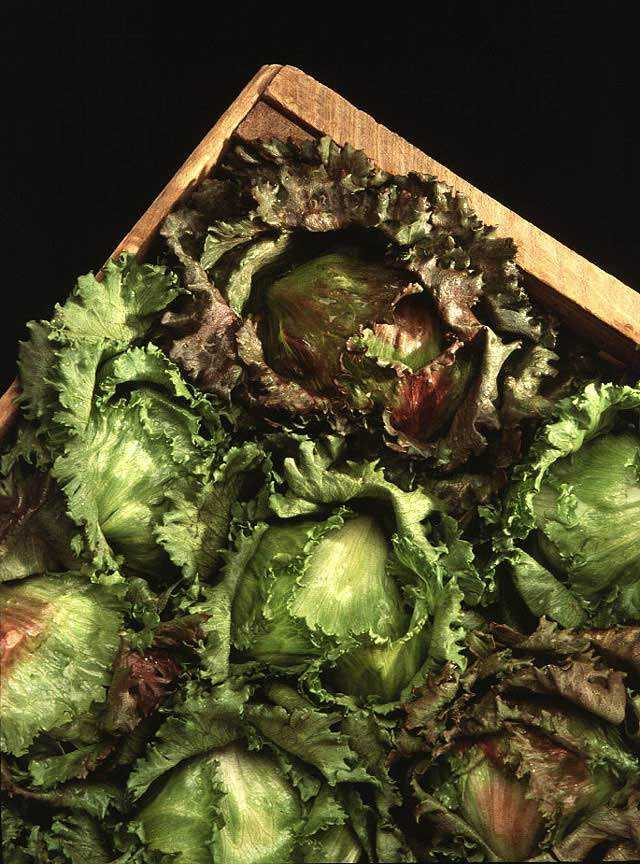
Alface-americana
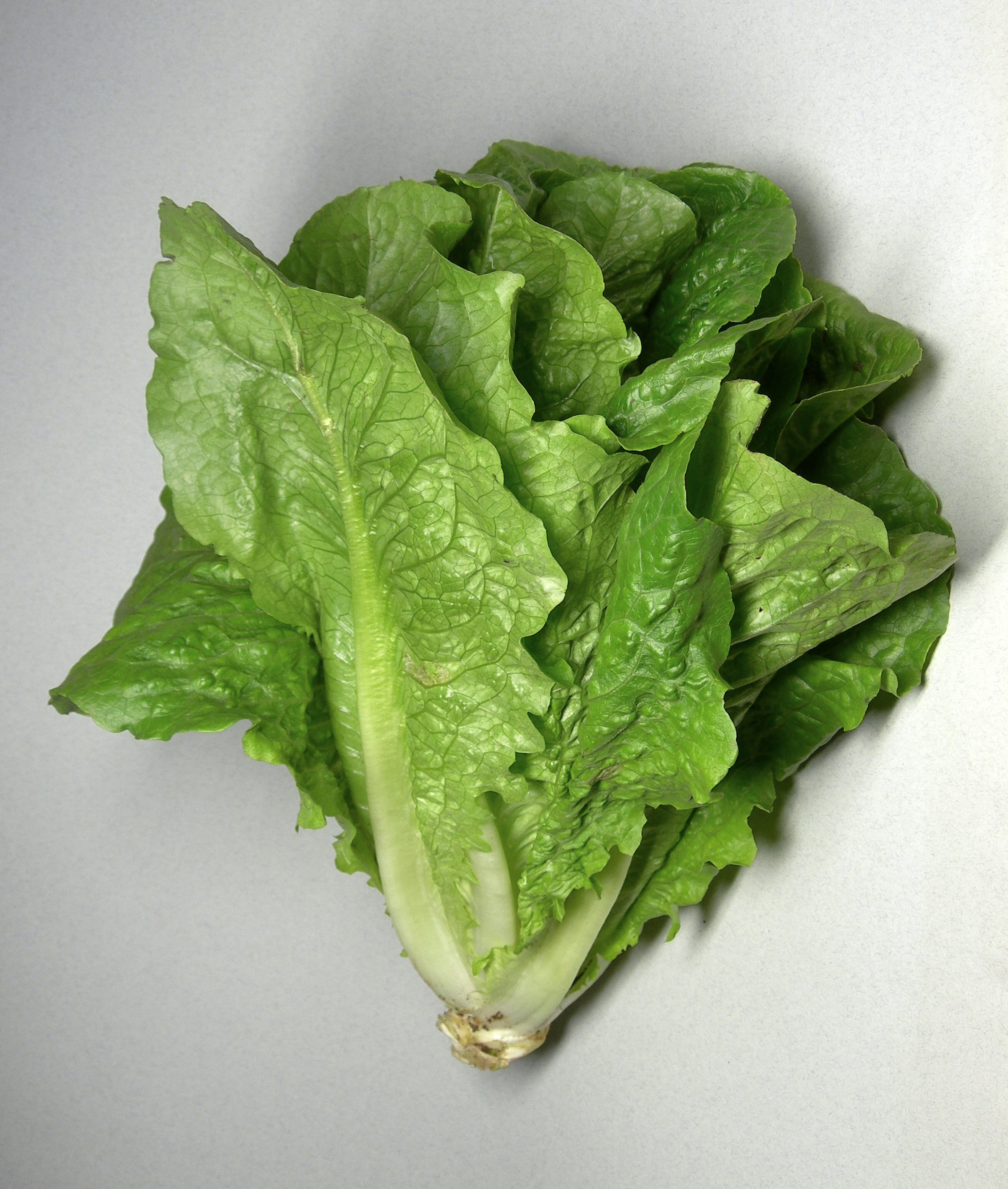
Alface-romana
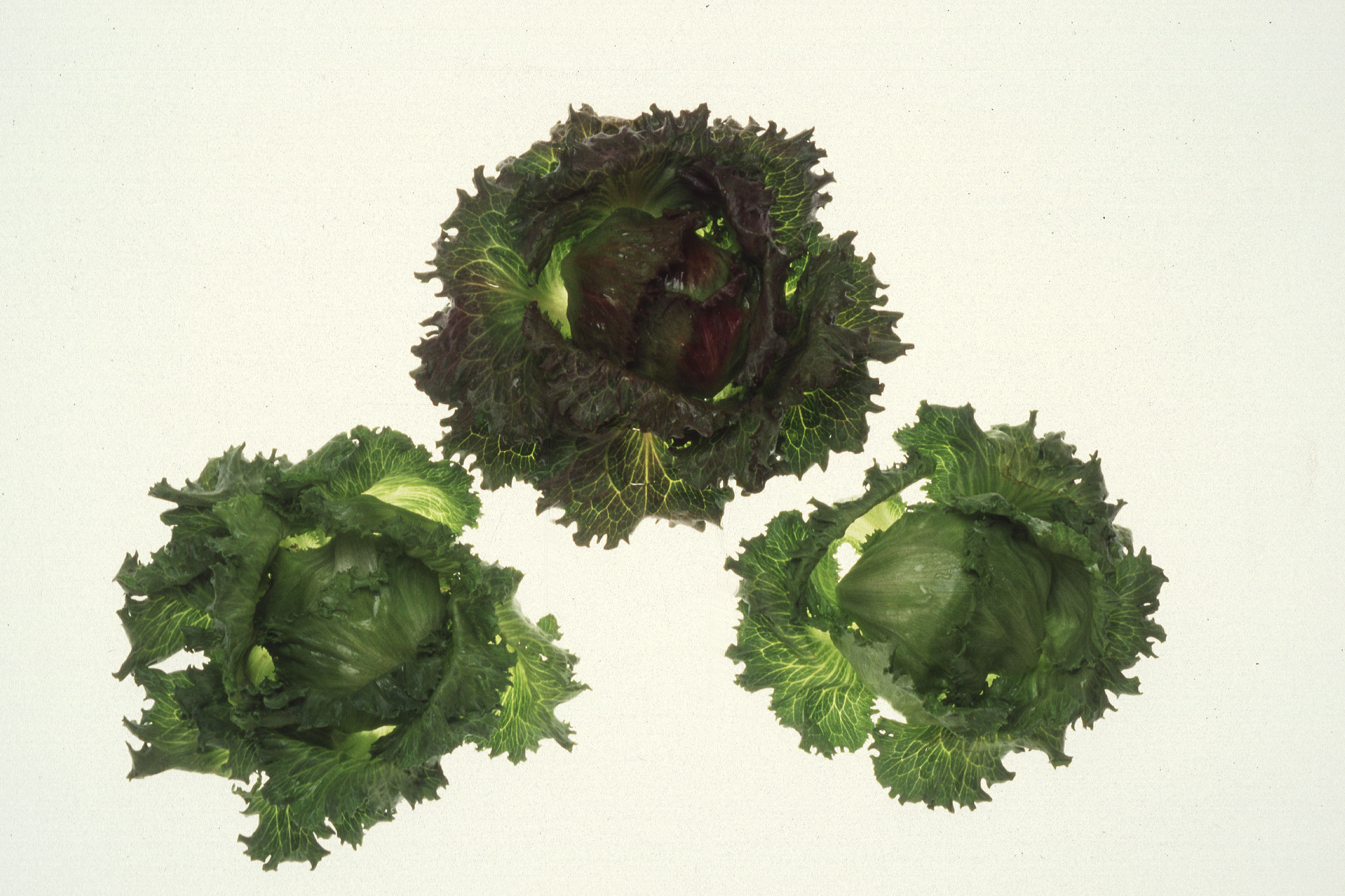
Alface-crespa
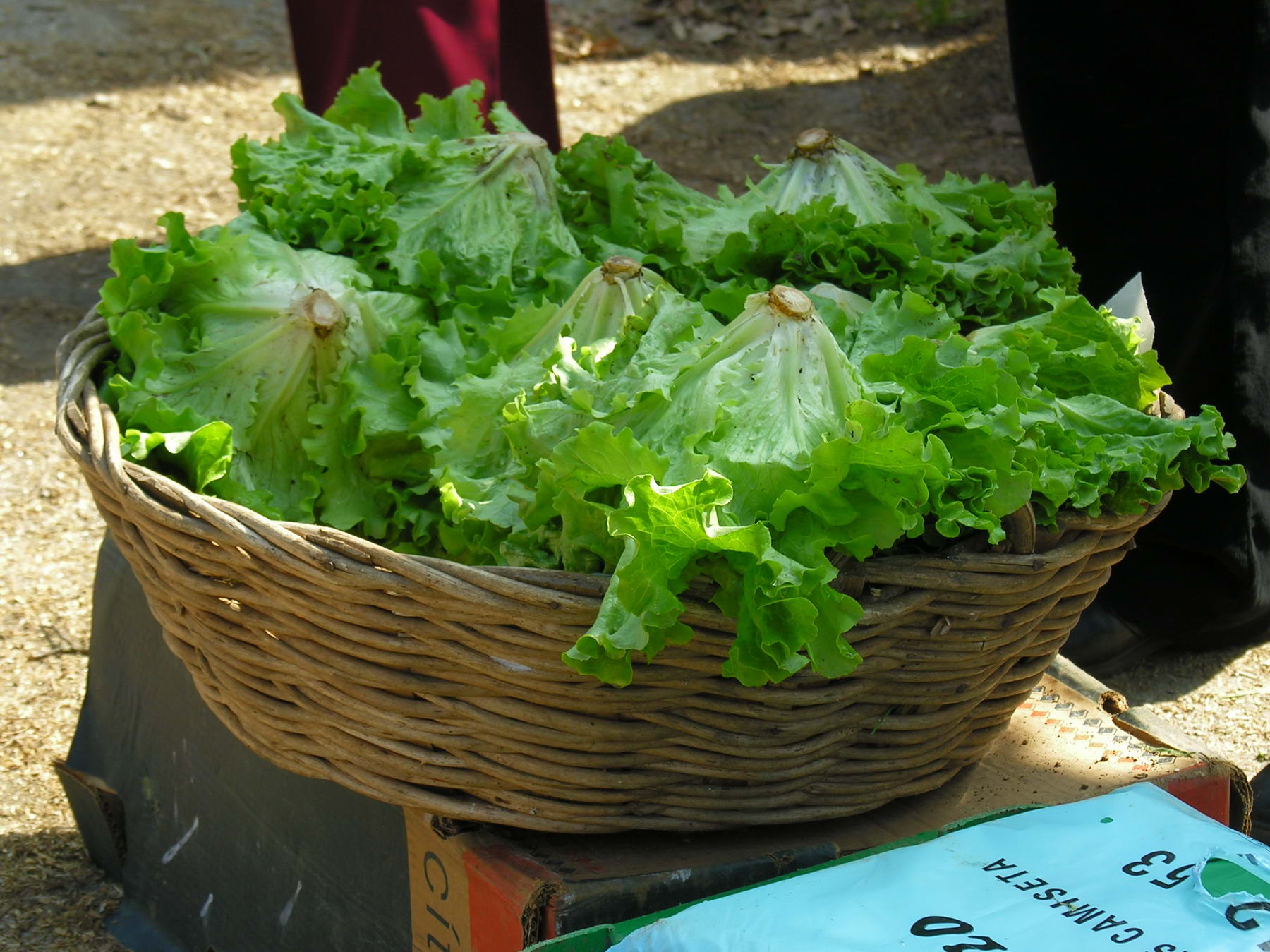
Alface-galega
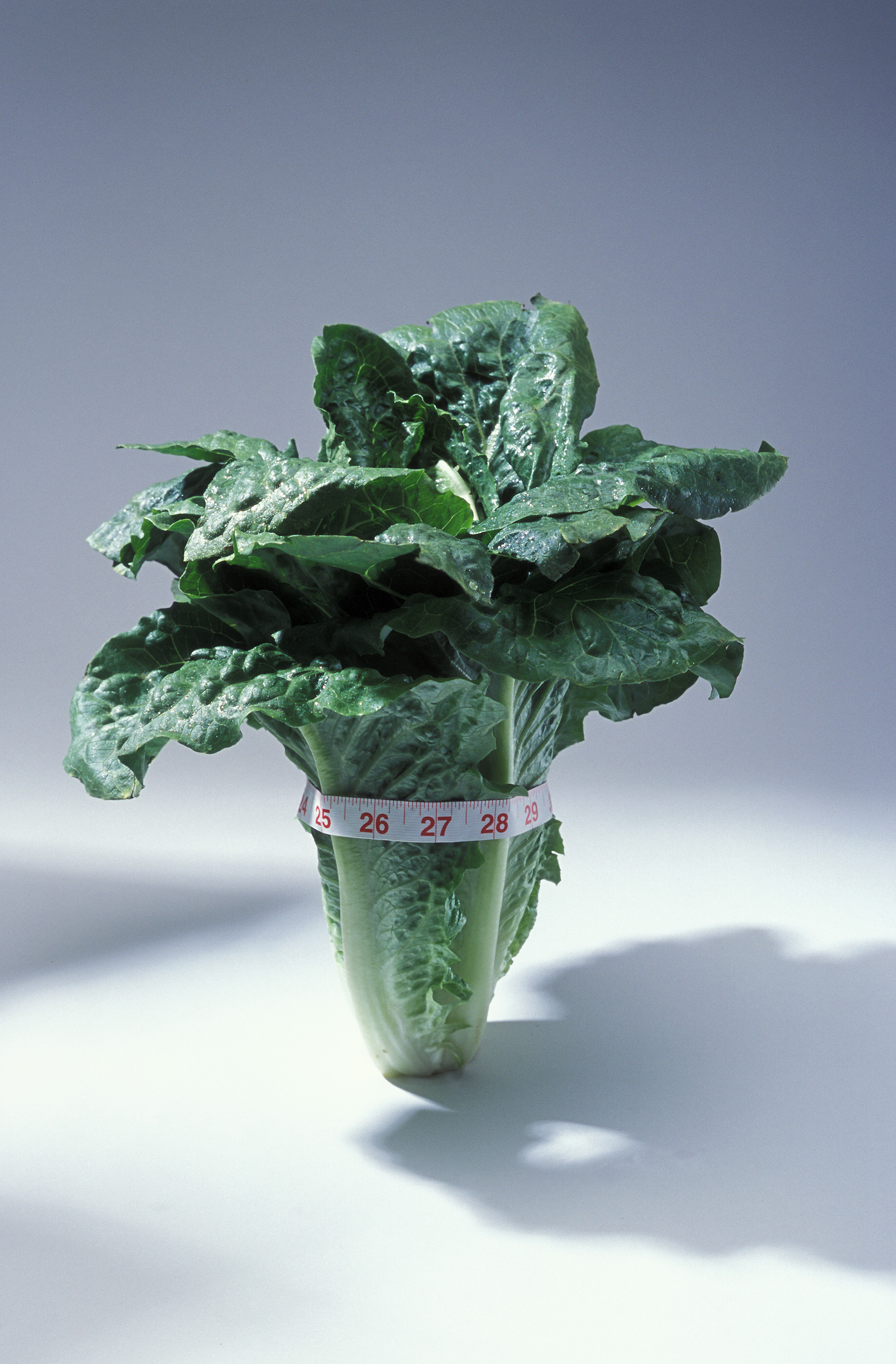
Alface-romana
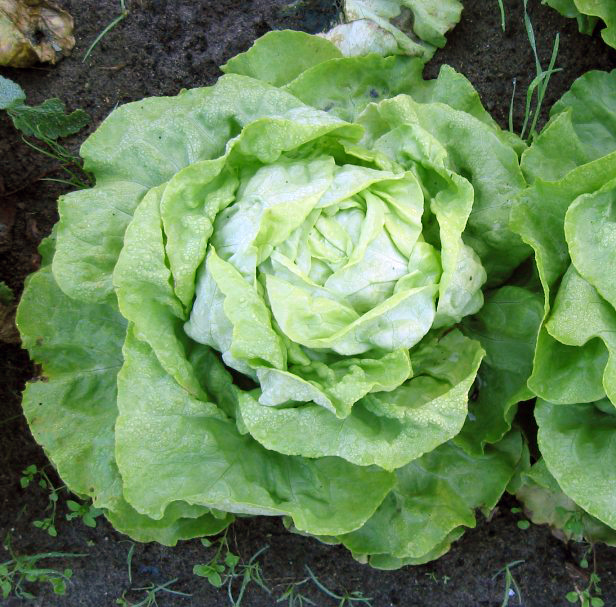
Alface-lisa
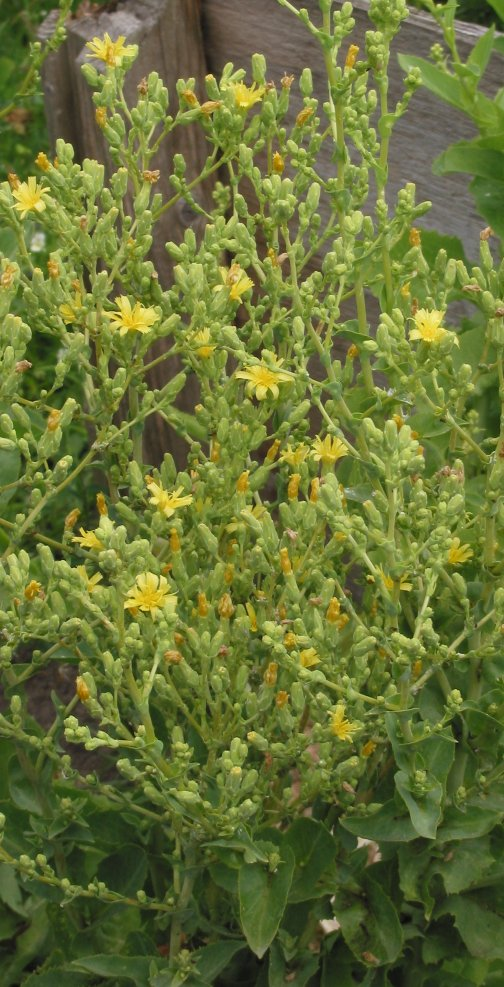
Alface florescendo
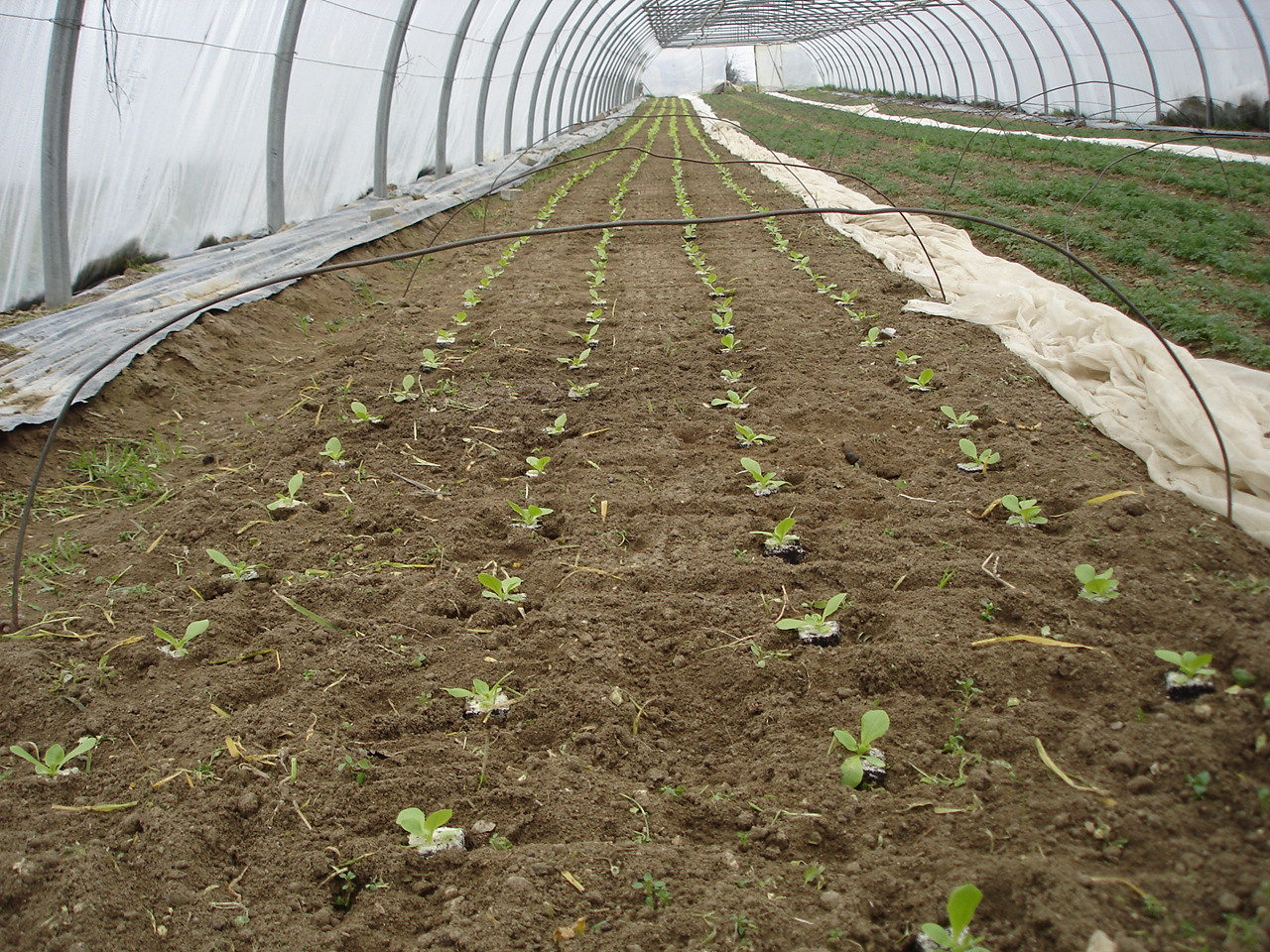
Alfaçal em estufa
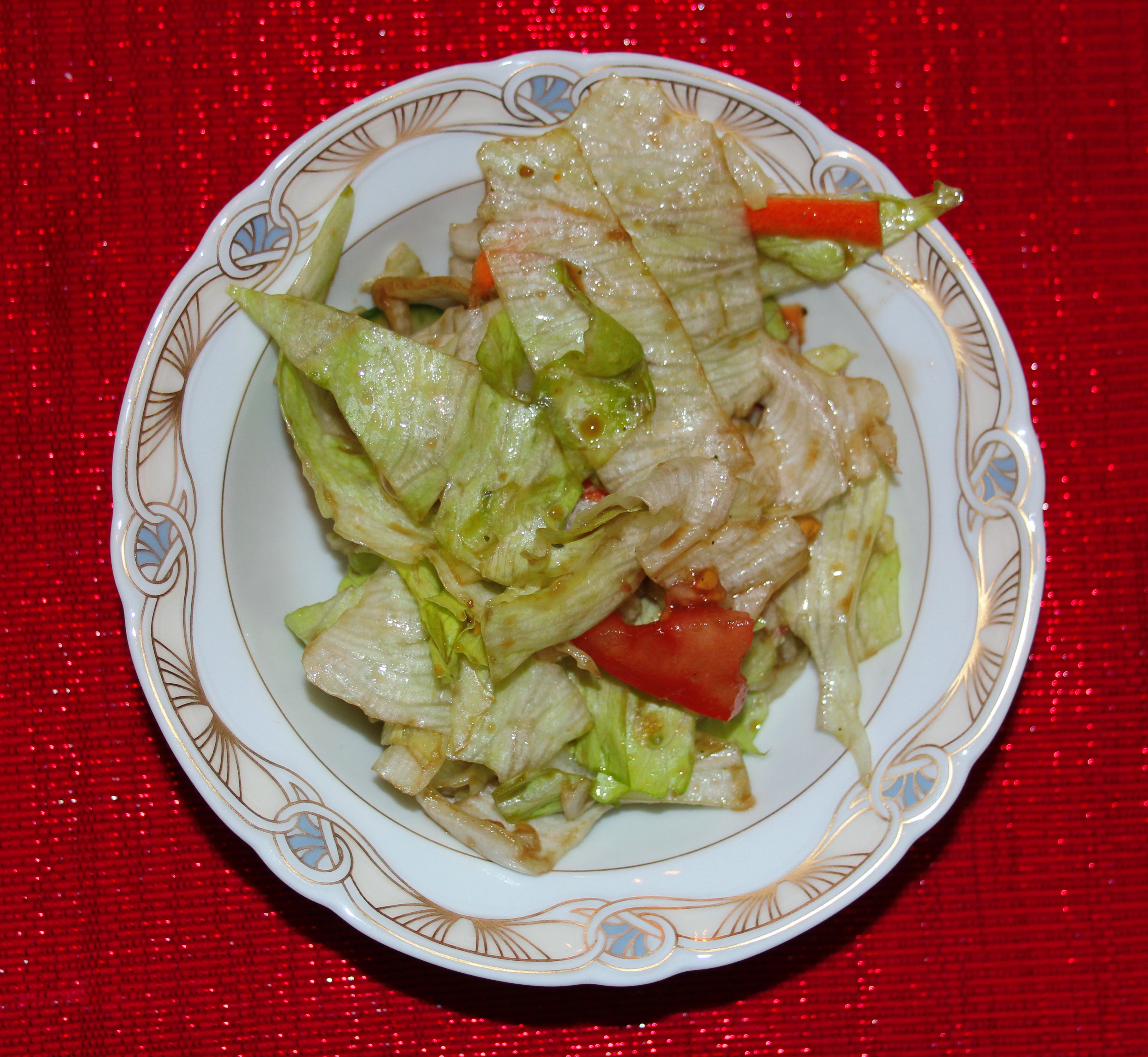
Alface em salada